# Казакова Балка
Казакова Балка (укр. Козакова Балка) — село в Глодосской сельской общине Новоукраинского района Кировоградской области Украины.
Население по переписи 2001 года составляло 281 человек. Почтовый индекс — 27116. Телефонный код — 5251. Код КОАТУУ — 3524083003.
Село основал реестровый казак Пётр Шовкута.

## Известные уроженцы, жители
- Пащенко, Анатолий Фёдорович (1919—1986) — советский радиохимик.